# Chrienowucha
Chrienowucha, chrzanówka (ros. хреновуха; ukr. хріновуха, chrinowucha) – rodzaj smakowej wódki, popularnej w Rosji oraz na Ukrainie. Produkowana z dodatkiem korzenia chrzanu, cechuje się mocnym gorzkim smakiem. Często używa się także dodatkowo ziaren pieprzu oraz czosnku. 
Produkcja tego alkoholu sięga tradycją do czasów kiedy Piotr I Wielki wydał na początku XVIII wieku dekret o nakazie produkcji wódki przez każde gospodarstwo.
Mimo że nazwa „chrienowucha” jest określeniem potocznym i nie jest odnotowana w słownikach alkohol z dodatkiem chrzanu jest serwowany pod tą nazwą w wielu restauracjach.
Wódka o tej nazwie jest także produkowana przez moskiewską destylarnię „KiN”.